# 虫毛藓属
虫毛藓属（学名：Boulaya）为羽藓科的一个属。

## 物种
本属包括以下物种：
- 虫毛藓 Boulaya mittenii (Brotherus) Cardot, 1912[1]